# Virove
Virove (bulgariska: Вирове) är ett distrikt i Bulgarien.   Det ligger i kommunen Obsjtina Montana och regionen Montana, i den nordvästra delen av landet, 90 km norr om huvudstaden Sofia.
Trakten runt Virove består till största delen av jordbruksmark. Runt Virove är det ganska tätbefolkat, med 86 invånare per kvadratkilometer.